# Dolní Újezd (district de Svitavy)
Pour les articles homonymes, voir Dolní Újezd.
Dolní Újezd (en allemand : Unter Aujest) est une commune du district de Svitavy, dans la région de Pardubice, en Tchéquie. Sa population s'élevait à 1 954 habitants en 2024.

## Géographie
Dolní Újezd se trouve à 7 km au sud-ouest du centre de Litomyšl, à 18 km au nord-ouest de Svitavy, à 42 km au sud-est de Pardubice et à 134 km à l'est-sud-est de Prague.
La commune est limitée par Morašice au nord, par Osík et Litomyšl à l'est, par Trstěnice et Sebranice au sud, et par Horní Újezd, Desná et Vidlatá Seč à l'ouest.

## Histoire
La première mention écrite du village date de 1157.

## Administration
La commune se compose de trois sections :
- Dolní Újezd
- Jiříkov
- Václavky

## Galerie

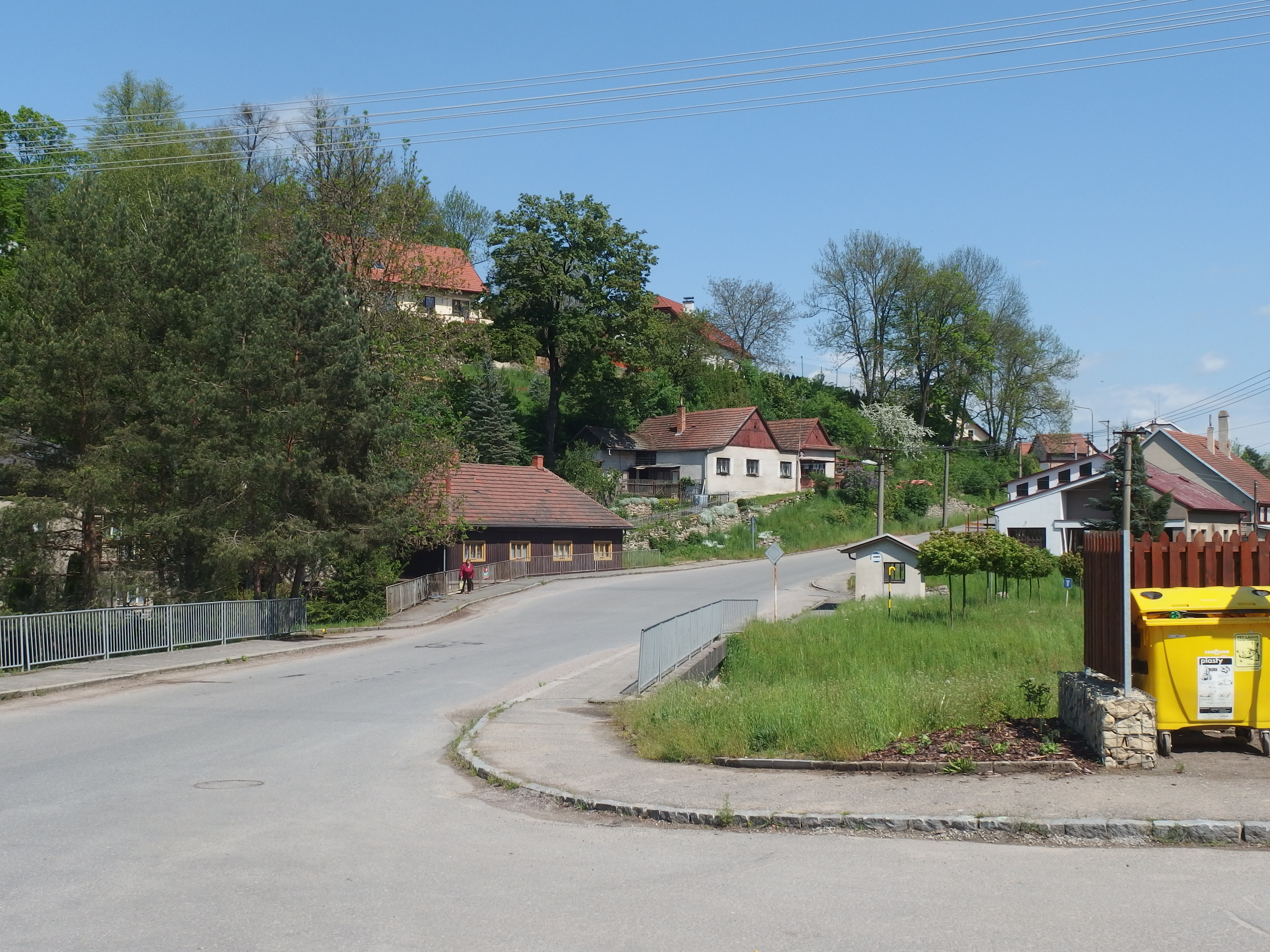
Pont à Dolní Újezd.
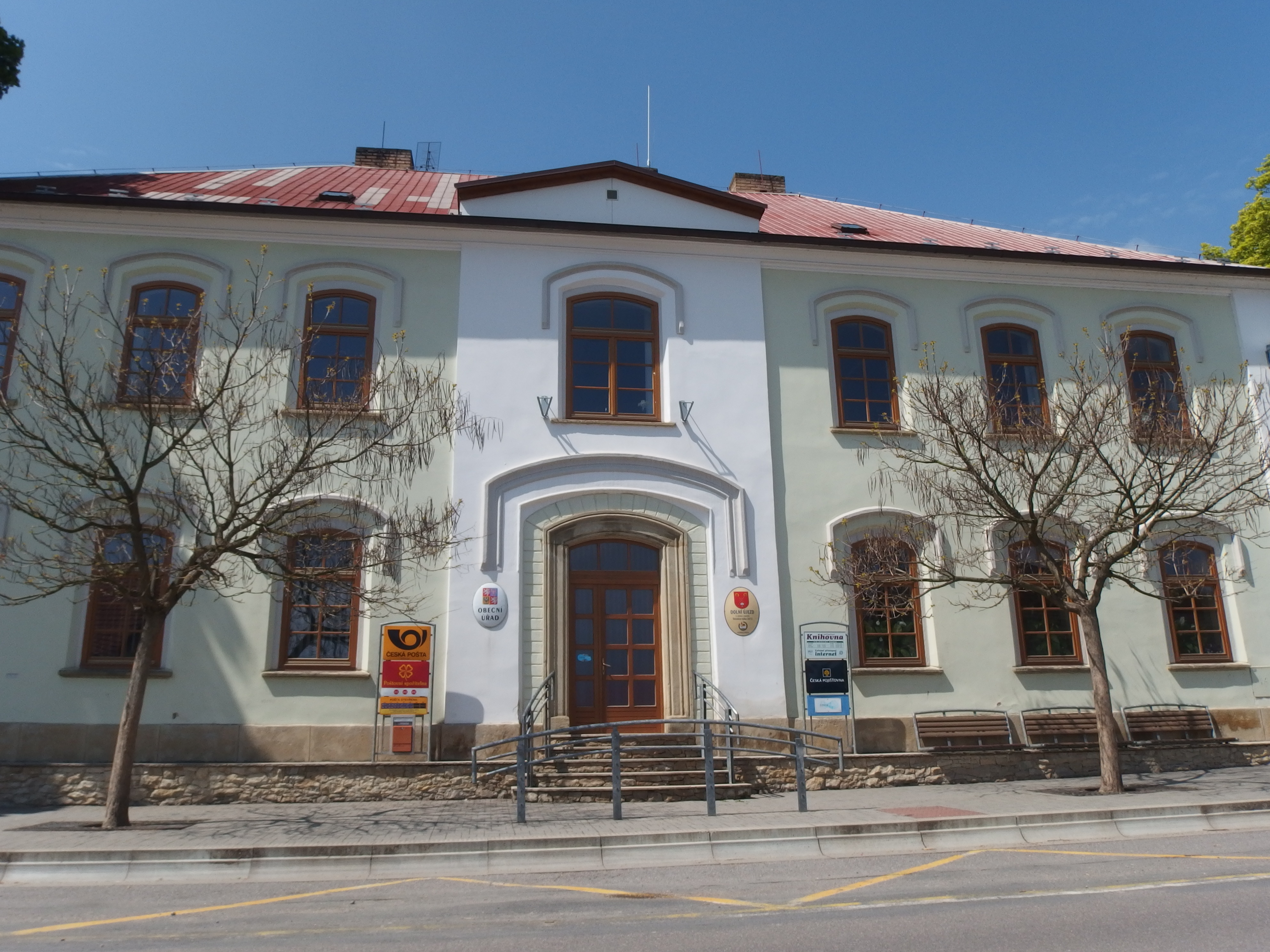
Dolní Újezd : la mairie.

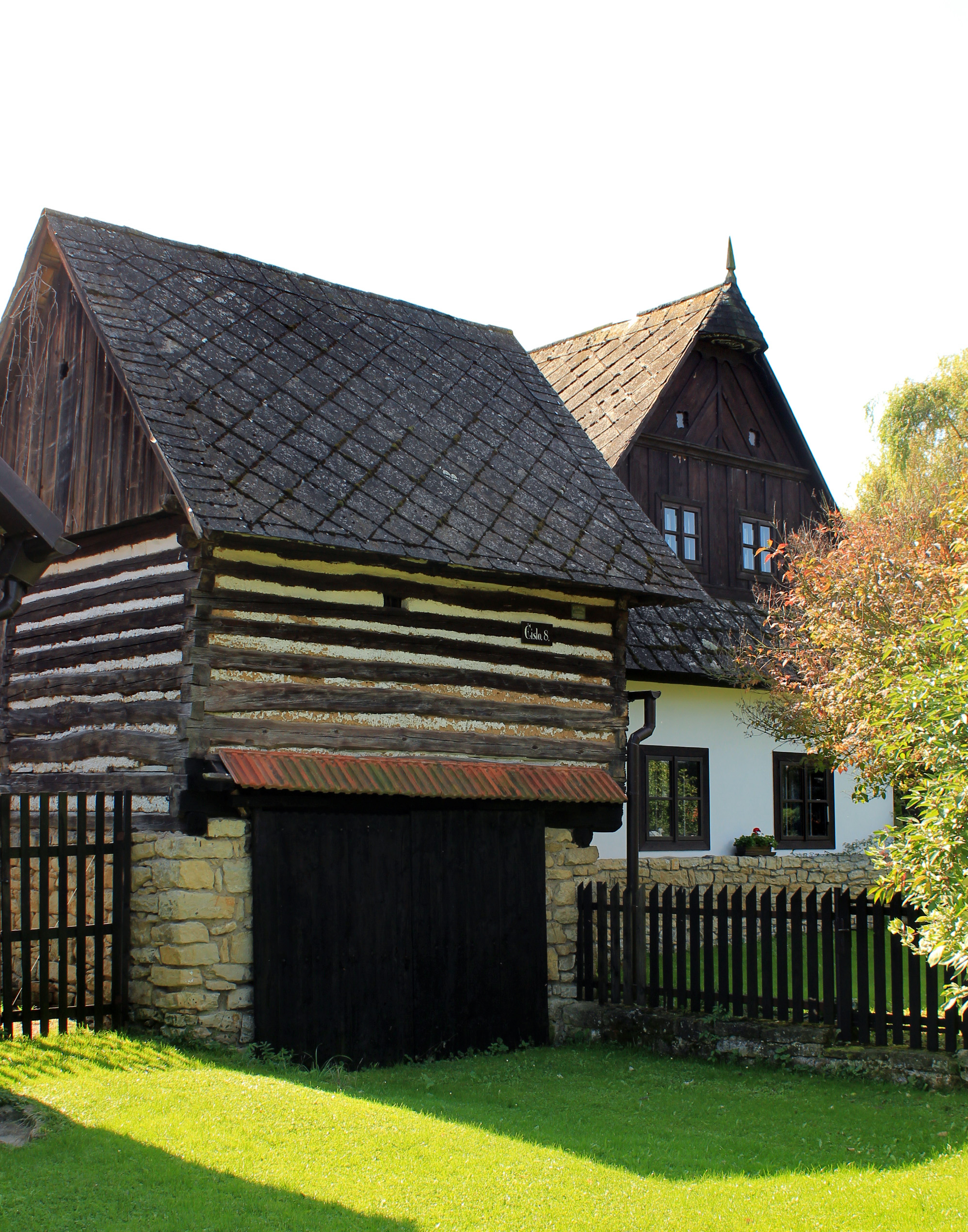
Vieille maison à Václavky.
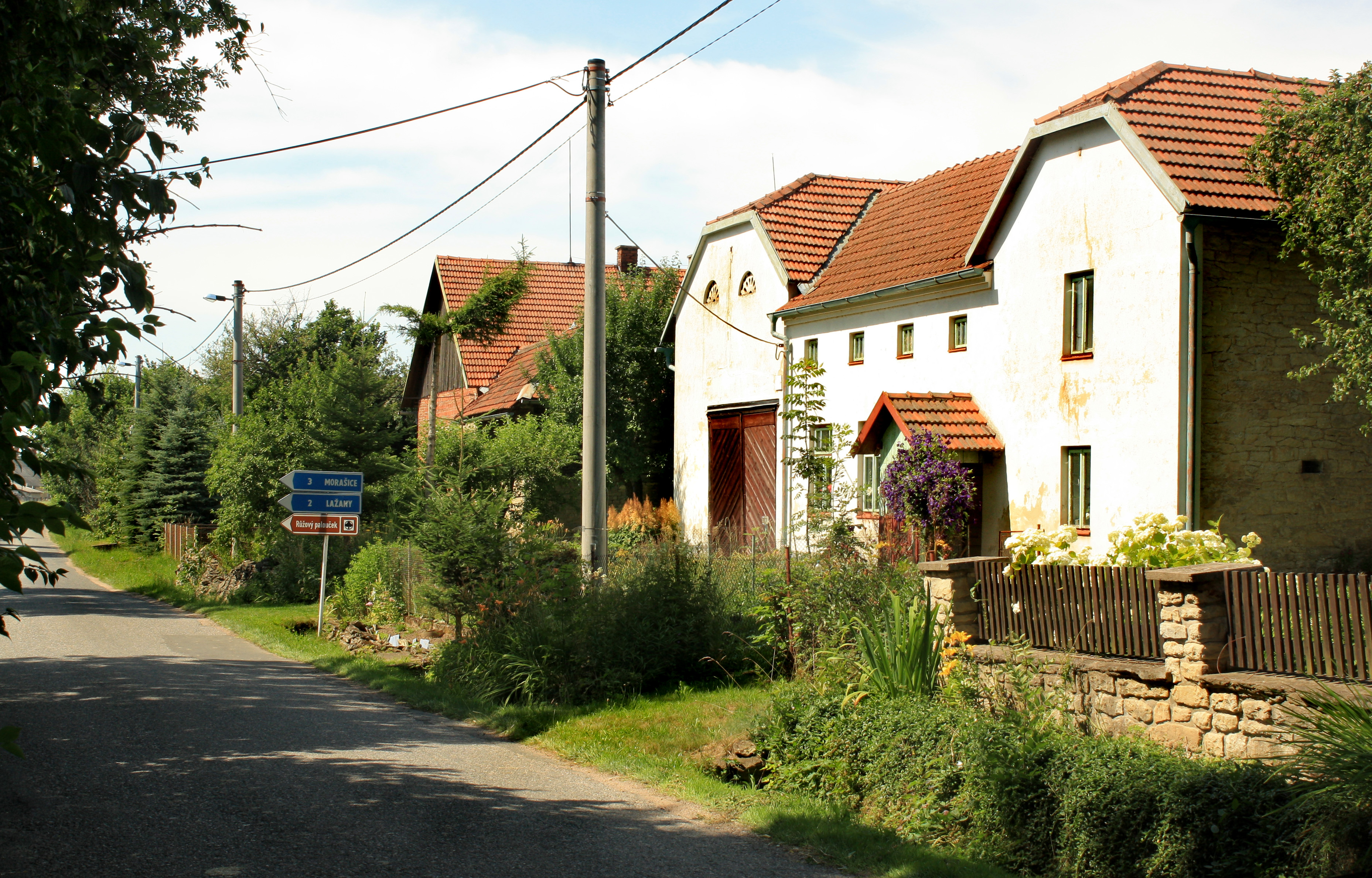
Jiříkov.

## Transports
Par la route, Dolní Újezd se trouve à 7,5 km de Litomysl, à 24 km de Svitavy, à 53 km de Pardubice et à 166 km de Prague.